# Наварро, Серхио (футболист)
Се́рхио Рау́ль Нава́рро Родри́гес (род. 20 февраля 1936 года, Сантьяго) — чилийский футболист, защитник. Выступал за клубы «Универсидад де Чили», «Коло-Коло» и «Унион Эспаньола». Бронзовый призёр домашнего чемпионата мира по футболу 1962 в составе национальной сборной Чили.

## Карьера игрока

### Клубная карьера
Серхио Наварро родился 20 февраля 1936 года в чилийской столице Сантьяго и до 1952 года играл в хоккей на квадах, пока друг не пригласил его играть в футбол. Серхио начал свою футбольную карьеру в клубе «Освальдо Поблете», и в 1953 году тренер «Универсидад де Чили» Луис Аламос пригласил его присоединиться к молодёжной команде. В 1955 году защитник дебютировал за клуб в матче против «Палестино», завершившемся победой его команды со счётом 5:4. За «Универсидад де Чили» защитник отыграл десять лет и провёл за это время в общей сложности 199 матчей, в которых забил 4 мяча. В сезоне 1959 года Наварро выиграл свой первый чемпионат Чили. В этом году «Универсидад де Чили» поделил первое место в турнирной таблице с «Коло-Коло», в связи с чем клубам пришлось встретиться в дополнительном матче. В этом матче команда под руководством Аламоса выиграла со счётом 2:1 и завоевала первый за последние девятнадцать лет и второй в своей истории чемпионский титул. Это событие послужило началом успешной эры клуба, в течение которой клуб выиграл ещё пять чемпионатов в период с 1962 по 1969 года. Наварро принял участие в двух из них. Чемпионат 1962 года клуб завершил на первом месте, поделив его с «Универсидад Католика». В матче плей-офф за звание чемпиона команда одержала победу со счётом 5:3 и завоевала титул. В сезоне 1964 года Наварро выигрывает чемпионат в третий раз в карьере, «Универсидад де Чили» оторвался от ближайшего преследователя, клуба «Универсидад Католика», на 9 очков.
После завоевания третьего титула с «Универсидад де Чили» Серхио Наварро впервые сменил клуб и в дальнейшем играл за «Коло-Коло». В период с 1965 по 1967 года защитник провёл 31 матч в составе команды, но не сумел стать твёрдым игроком стартового состава. Лучшим результатом Наварро в футболке чилийского гранда стало второе место в сезоне 1966 года. В 1968 году Серхио Наварро перешёл в «Унион Эспаньола», в котором и завершил свою футбольную карьеру в возрасте 32 лет.

### Карьера в сборной
В период с 1957 по 1962 год Серхио Наварро провёл в общей сложности 31 матч за сборную Чили по футболу. В 1961 году перед матчем с Перу футболист был назначен капитаном сборной. В 1962 году тренер национальной сборной Фернандо Риера вызвал Наварро на домашний чемпионат мира по футболу. Сборная заняла второе место в группе с ФРГ, Италией и Швейцарией, а затем в четвертьфинале выиграла у СССР со счётом 2:1 и проиграла в полуфинале будущему чемпиону, Бразилии, со счётом 2:4. Сборная Чили завоевала бронзовые медали чемпионата, одолев в матче за третье место Югославию со счётом 1:0. Серхио Наварро был игроком стартового состава в матчах группового этапа и в четвертьфинале, в остальных матчах на поле не выходил.

## Тренерская карьера
Его карьера в качестве тренера началась в 1968 году в клубе «Унион Эспаньола», которым он управлял всего семь матчей. В том же году, в конце мая, он был назначен тренером команды «Сан-Луис Кильота». В конце 1977 года был назначен тренером «Коло-Коло» после ухода Ференца Пушкаша и покинул его в следующем году. Также он возглавлял клубы «Магальянес», «Курико Унидо», «Иберия Лос-Анхелес» и «Депортес Пуэрто-Монт». Последним клубом в тренерской карьере Наварро стал «Депортес Антофагаста», которым он руководил в 1985 году.

## Достижения

### Командные
Универсидад де Чили
- Чемпионат Чили (3): 1959, 1962, 1964

 Сборная Чили
- Бронзовый призёр чемпионата мира (3): 1962

### Личные
- Футболист года в Чили: 1961